# Schlacht im Muotatal
Ostrach – Feldkirch – Stockach I – Verona – Magnano – Cassano d’Adda – Bassignana – Paradies – Frauenfeld – Winterthur – Zürich I – Trebbia – Mantua – Novi – Döttingen - Vlieter – Bergen – Gotthard – Dietikon – Zürich II – Schänis – Muotatal – Näfels – Egmont – Castricum - Genola – Wiesloch – Genua – Rheinklingen – Büsingen – Engen – Stockach II –  Meßkirch – Biberach II – Montebello – Marengo – Höchstädt – Oberhausen – Brión – Hohenlinden – Walserfeld – Pozzolo – Kopenhagen – Algeciras I – Algeciras II
Zur Schlacht im Muotatal zwischen Truppen des Russischen Kaiserreichs und der Ersten Französischen Republik kam es im Zweiten Koalitionskrieg am 1. Oktober 1799.

## Zusammenfassung
Die von General der Infanterie Rosenberg (1739–1813) befehligte Nachhut der russischen Armee von Feldmarschall Suworow (1730–1800) schlug eine Vorhut der französischen Armée du Danube von Général en chef Massena (1758–1817). Damit sicherte sie den Rückzug aus der Schweiz, zu dem Suworow nach den Niederlagen Generalleutnant Korsakows bei Zürich und des österreichischen Feldmarschallleutnants Hotze bei Schänis (25./26. September) gezwungen war.
→ Zweite Schlacht bei Zürich

## Rückzug Suworows

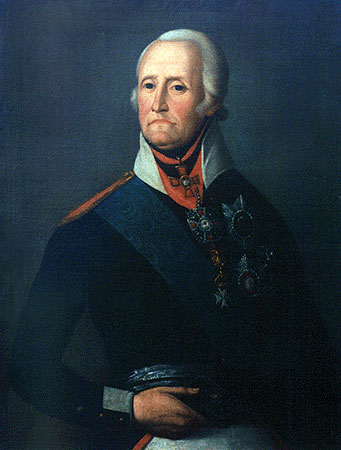
General der Infanterie Andrei Rosenberg

Die Nachricht von den Niederlagen bei Zürich und Schänis erreichte Suworow bei seinem Eintreffen im Muotatal am 28. September. Danach verzichtete er auf den geplanten Weitermarsch nach Schwyz und schlug stattdessen den Weg über den Pragelpass nach Glarus ein. Eine österreichische Brigade unter Generalmajor Auffenberg und Suworows Vorhut unter Generalmajor Bagration kämpften sich bis am 30. September gegen den Widerstand des französischen Brigadegenerals Molitor bis zum Ende des Klöntalersees vor. Am 1. Oktober besetzte Suworow Glarus. Er konnte jedoch nicht wie erhofft über den Kerenzerberg weiterziehen, denn am selben 1. Oktober wurde Bagration von Molitor und Divisionsgeneral Gazan bei Näfels geschlagen. Infolgedessen waren die Russen zum verlustreichen Marsch über den 2407 m hohen Panixerpass gezwungen.
→ Schlacht bei Näfels (1799)

## Verlauf
Wie Suworow von den Niederlagen Korsakows und Hotzes, hatte Massena von Suworows Anrücken erst spät erfahren. Der grösste Teil seiner 60'000 Mann starken Armee verfolgte die Verlierer der Zweiten Schlacht bei Zürich Richtung Norden. Eine Brigade des neuernannten Divisionsgenerals Mortier, die von Zürich aus Suworow entgegengeworfen wurde, traf zwei Tage später völlig erschöpft in Schwyz ein.
Über die nachfolgenden Ereignisse schrieb der preussische Militärwissenschaftler Clausewitz, Massena habe sich am 30. September „mit einer Rekognoscirung ins Muottathal begnügt, welche die russischen Vorposten zwar zurückdrängte, aber als sie gegen die Stellung des Hauptkorps bei Muotta kam, von diesem angefallen und bis Schwyz zurückgeworfen wurde. Da der General Massena sich bei dieser Rekognoscirung überzeugt hatte daß Suwarow mit der Hauptmacht nach dem Linthtale gezogen sei, so sandte er noch an diesem Tage einige Bataillone der Division Mortier über Einsiedeln dahin ab.“
Am 1. Oktober rückte Massena dann gemäss Clausewitz „zum ernstlichen Angriff gegen Muotta vor. Allein ob er gleich überlegen und sein Gegner fast ohne Geschütz war, so wurde er doch so vollkommen geschlagen daß er bis Schwyz getrieben wurde, 5 Geschütze und 1000 Mann Gefangene verlor. Dieser außerordentliche Erfolg hatte seinen Grund theils in der ausgezeichneten Bravour der Russen, theils in einem allzu einfachen übereilten Vordringen Massenas in der Thalebene ohne sich der Abhänge bemächtigt zu haben.“ Suworow sei durch „die ausgezeichnete Tapferkeit Rosenbergs auf der einen und die wenig durchgreifenden Maaßregeln Massenas auf der andern Seite“ davor bewahrt worden, auf seinem Rückzug zwischen zwei Feuer zu geraten.
Verluste unter den fliehenden Franzosen forderte namentlich eine Panik bei der Steinernen Brücke über die Muota im Schlattli, Schwyz, zu der die Explosion von zwei Munitionswagen beitrug.

## Galerie

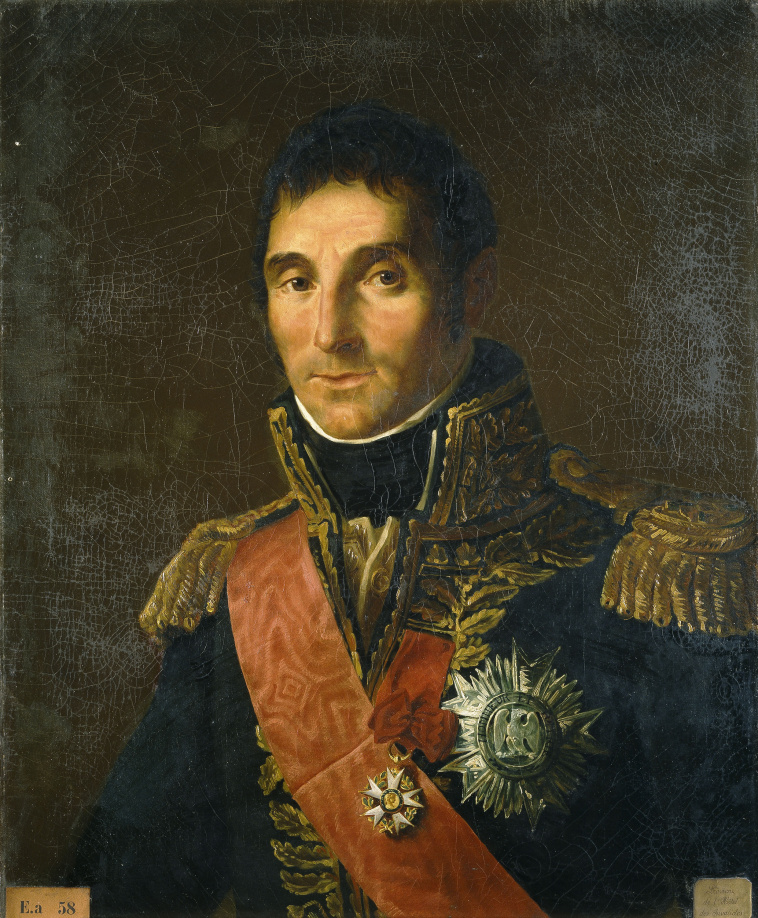
Général en chef André Massena
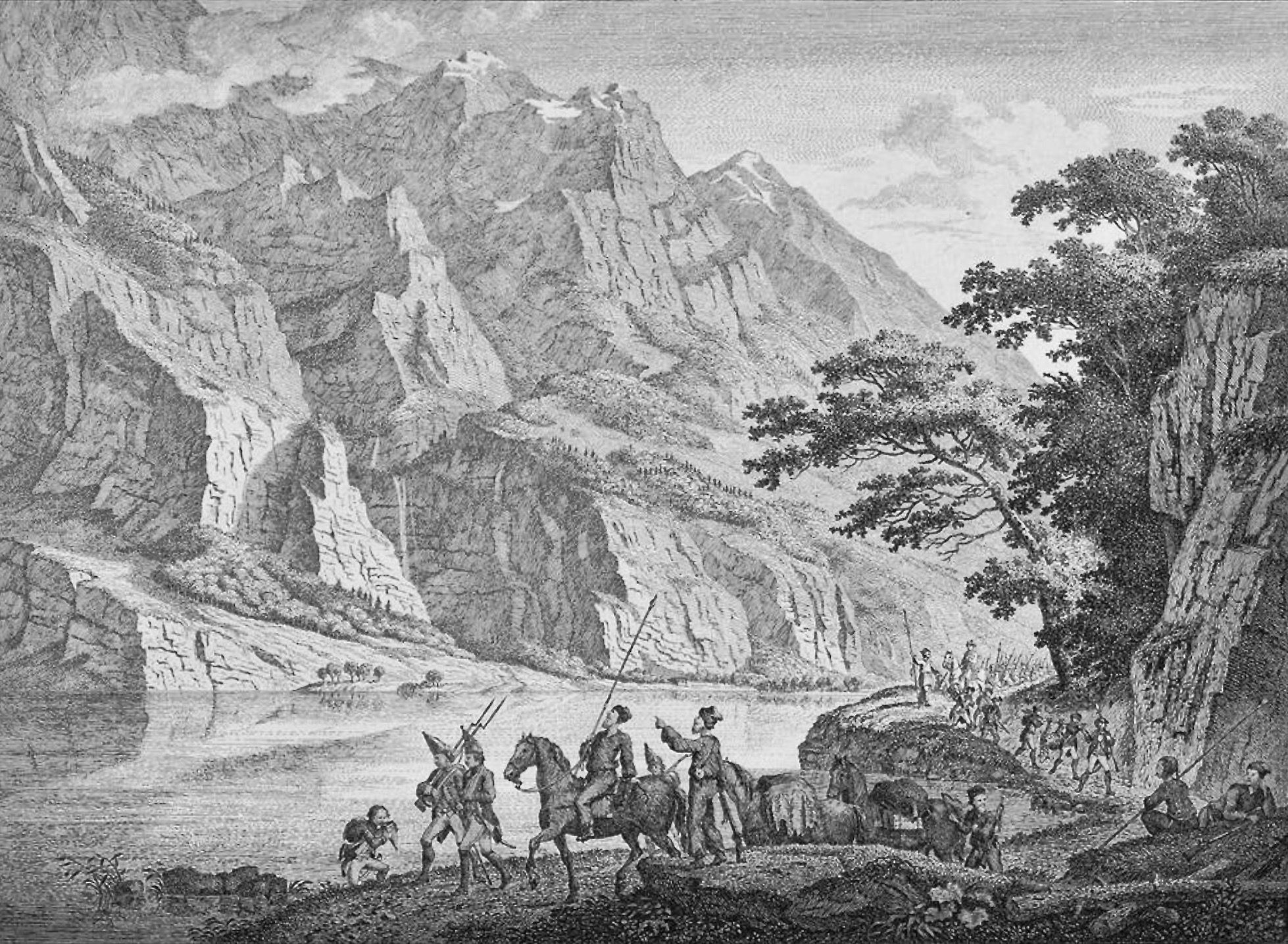
Ludwig Hess: Kosaken am Klöntalersee
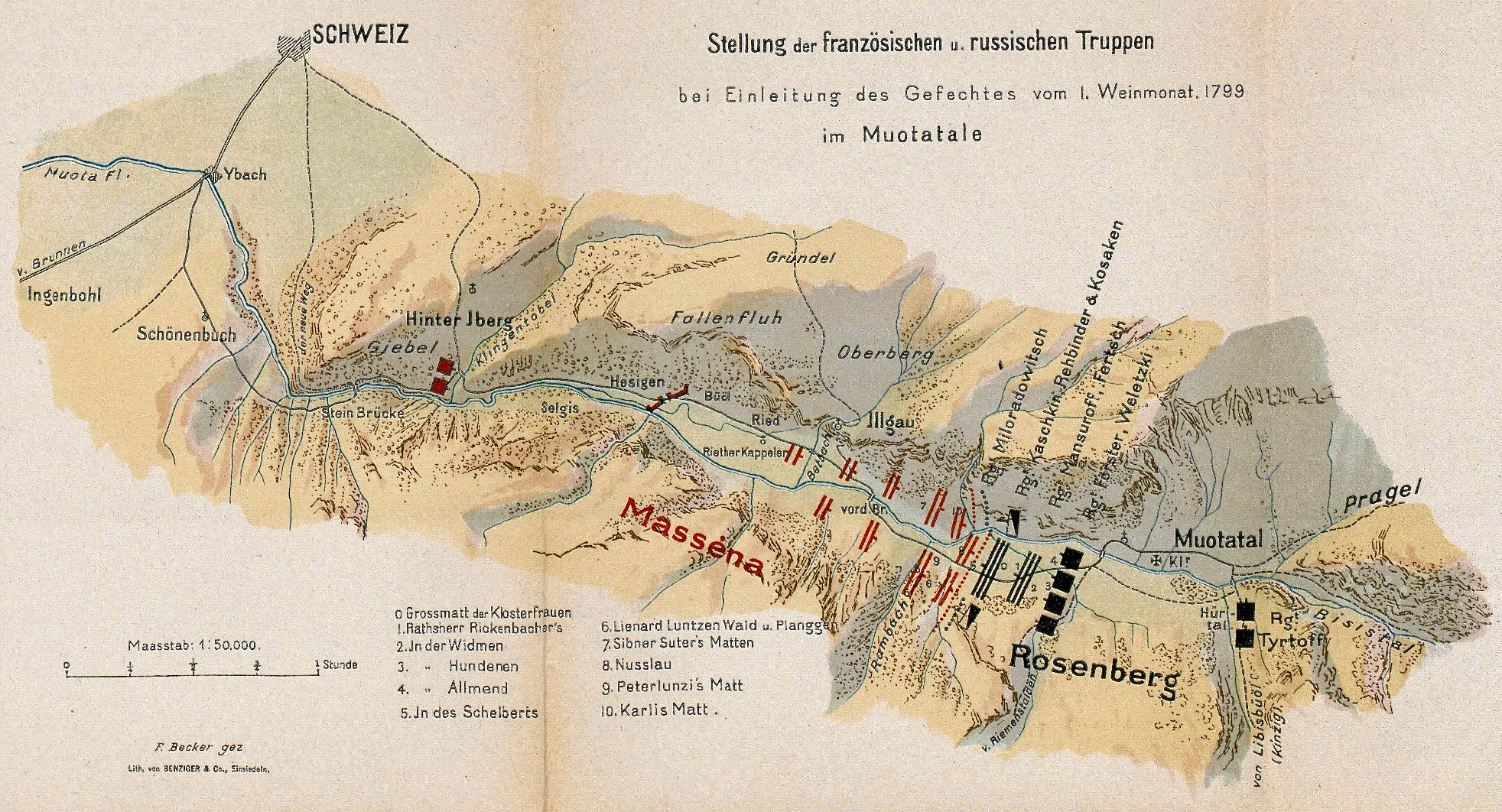
Situation zu Beginn der Schlacht
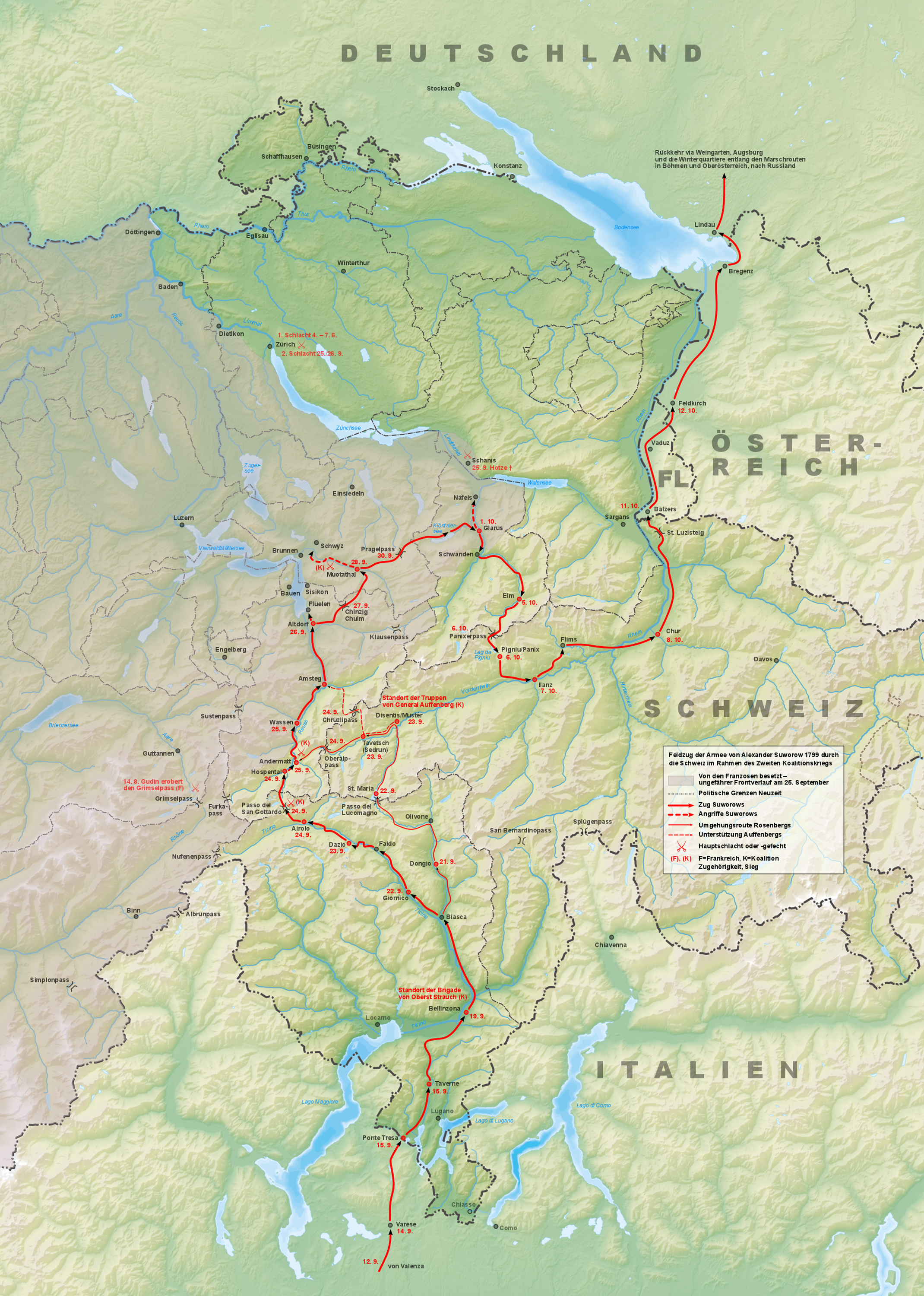
Suworows Feldzug in der Schweiz